# Реаль-де-Каторсе (Сан-Луис-Потоси)
Реаль-де-Каторсе (Сан-Луис-Потоси) (исп. Real de Catorce)  —   город в Мексике, входит в штат Сан-Луис-Потоси. Население — 1105 человек.